# Deutsche Leichtathletik-Meisterschaften 1956
Die 56. Deutschen Leichtathletik-Meisterschaften wurden einschl. des Marathonlaufs vom 17. bis 19. August 1956 in Berlin ausgetragen. Austragungsort war das Olympiastadion. Der Marathonlauf sowie das 20-km-Gehen fanden auf den Straßen Berlins statt. Start- und Zielort war auch für diese Disziplinen das Olympiastadion. Im Wettkampfprogramm gab es keine Änderungen gegenüber dem Vorjahr.

## Ausgelagerte Wettbewerbe
Wie in den Jahren zuvor wurden weitere Meisterschafts-Titel an verschiedenen anderen Orten vergeben:
- Waldlauf (Männer) – Haßloch, 22. April auf einer Streckenlänge mit Einzel- und Mannschaftswertung
- Mehrkämpfe (Frauen: Fünfkampf) / (Männer: Fünf- und Zehnkampf) – Augsburg, 4./5. August mit Einzelwertungen
- 50-km-Gehen (Männer) – Bielefeld, 30. September mit Einzel- und Mannschaftswertung

## Rekord
Im Kugelstoßen erzielte Karl-Heinz Wegmann (Dortmunder SC 1895) mit 17,05 m einen neuen deutschen Rekord (DR).

## Ergebnisübersichten
Die folgenden Übersichten fassen die Medaillengewinner und -gewinnerinnen zusammen. Eine ausführlichere Übersicht mit den jeweils ersten sechs in den einzelnen Disziplinen findet sich unter dem Link Deutsche Leichtathletik-Meisterschaften 1956/Resultate.

## Medaillengewinner Männer
| Disziplin                                   | Gold                                                                       | Leistung            | Silber                                                                                | Leistung             | Bronze                                                                 | Leistung              |
| ------------------------------------------- | -------------------------------------------------------------------------- | ------------------- | ------------------------------------------------------------------------------------- | -------------------- | ---------------------------------------------------------------------- | --------------------- |
| 100 m                                       | Manfred Germar (ASV Köln)                                                  | 10,5 s00            | Lothar Knörzer (Karlsruher SC)                                                        | 10,7 s00             | Eduard Feneberg (TSV 1860 München)                                     | 10,7 s00              |
| 200 m                                       | Manfred Germar (ASV Köln)                                                  | 20,9 s00            | Ewald Schröder (TSV Bayer 04 Leverkusen)                                              | 21,5 s00             | Carl Kaufmann (Karlsruher SC)                                          | 21,7 s00              |
| 400 m                                       | Karl-Friedrich Haas (1. FC Nürnberg)                                       | 46,8 s00            | Walter Oberste (OSV Hörde)                                                            | 47,3 s00             | Karl Blümmel (Eintracht Frankfurt)                                     | 47,5 s00              |
| 800 m                                       | Paul Schmidt (OSV Hörde)                                                   | 1:49,6 min          | Friedrich Stracke (Barmer TV 1846 Wuppertal)                                          | 1:49,7 min           | Olaf Lawrenz (Berliner SC)                                             | 1:50,6 min            |
| 1500 m                                      | Günter Dohrow (SCC Berlin)                                                 | 3:49,6 min          | Günter Timm (VfL Pinneberg)                                                           | 3:51,2 min           | Max Rentsch (TSV Schwaben Augsburg)                                    | 3:52,0 min            |
| 5000 m                                      | Rolf Lamers (Borussia Düsseldorf)                                          | 14:20,8 min         | Walter Konrad (TSV 1860 München)                                                      | 14:21,2 min          | Horst Flosbach (Barmer TV 1846 Wuppertal)                              | 14:33,4 min           |
| 10.000 m                                    | Herbert Schade (Solinger LC)                                               | 29:38,8 min         | Walter Konrad (TSV 1860 München)                                                      | 29:58,2 min          | Xaver Höger (TV Grönenbach)                                            | 30:35,6 min           |
| Marathon                                    | Gustav Disse (SC Dahlhausen)                                               | 2:32:23,2 h00       | Fritz Schöning (TUSEM Essen)                                                          | 2:35:04,8 h00        | Heinz Westerteicher (Rot-Weiß Oberhausen)                              | 2:36:08,2 h00         |
| Marathon, Mannschaftswertung                | SC DahlhausenGustav Disse Reinhold Hundt August Ruttloh                    | 8:05:14 h000        | TUSEM EssenFritz Schöning August Blumensaat Werner Schnepp                            | 8:05:36 h000         | TSV Bayer 04 LeverkusenDieter Engelhardt Gerhard Doerfeld Klaus Köhler | 8:10:55 h000          |
| 110 m Hürden                                | Martin Lauer (ASV Köln)                                                    | 14,3 s00            | Bert Steines (TuS Rot-Weiß Koblenz)                                                   | 14,7 s00             | Hans-Jürgen Jenss (VfL Wolfsburg)                                      | 15,2 s00              |
| 200 m Hürden                                | Bert Steines (TuS Rot-Weiß Koblenz)                                        | 23,9 s00            | Rudi Felger (TSG Backnang)                                                            | 24,6 s00             | Heinz Hoß (SpVgg. Feuerbach)                                           | 24,7 s00              |
| 400 m Hürden                                | Kurt Bonah (Werder Bremen)                                                 | 52,9 s00            | Wolfgang Fischer (Stuttgarter Kickers)                                                | 53,3 s00             | Horst Peters (Werder Bremen)                                           | 53,6 s00              |
| 3000 m Hindernis                            | Heinz Laufer (TG Schwenningen)                                             | 9:00,6 min          | Guido Blankenhagen (VfL Hüls)                                                         | 9:01,2 min           | Helmut Thumm (TSV Bernhausen)                                          | 9:08,8 min            |
| 4 × 100 m Staffel                           | ASV KölnDieter Kröger Martin Lauer Ulfried Calles Manfred Germar           | 41,4 s00            | Borussia NeunkirchenWerner Kiefer Edmund Burg Gerd Lemmes Kurt Heidrich               | 42,7 s00             | SCC BerlinBosch Stichling Henk Lass                                    | 42,8 s00              |
| 4 × 400 m Staffel                           | OSV HördeEngelbert Basse Walter Oberste Paul Schmidt Manfred Poerschke     | 3:13,7 min          | TuS Rot-Weiß KoblenzWolfgang Schmidtke Erich Zimmermann Günther Steines Helmut Dreher | 3:16,7 min           | USC FreiburgBotzenhardt Gerd Dörrie Otto Klappert Helmut Joho          | 3:16,7 min            |
| 3 × 1000 m Staffel                          | Berliner SCResa Herbert Stichnote Olaf Lawrenz                             | 7:21,2 min          | VfV HildesheimKurt Ernst Walter Müller Dieter Schreiber                               | 7:22,1 min           | TSV Bayer 04 LeverkusenJosef John Rositzki Dieter Emmerich             | 7:28,3 min            |
| 20-km-Gehen                                 | Hans-Wilhelm Neuhaus (MTV Gießen)                                          | 1:41:50,2 h00       | Viktor Siuda (Eintracht Braunschweig)                                                 | 1:42:19,6 h00        | Erich Hesmer (Grün-Weiß Essen)                                         | 1:43:54,4 h00         |
| 20-km-Gehen, Mannschaftswertung             | Grün-Weiß EssenErich Hesmer Wolfgang Döring Alfred Fattmann                | 5:15:37,6 h00       | Eintracht BraunschweigViktor Siuda Walter Stoltz Hans-Jürgen Dressel                  | 5:20:21,8 h00        | MTV GießenHans-Wilhelm Neuhaus Klinger Schnabel                        | 5:29:05,2 h00         |
| 50-km-Gehen                                 | Claus Biethan (Hamburger SV)                                               | 4:59:49,8 h00       | Walter Stoltz (Eintracht Braunschweig)                                                | 5:01:50,0 h00        | Gustav Peinemann (Eintracht Braunschweig)                              | 5:05:15,2 h00         |
| 50-km-Gehen, Mannschaftswertung             | Eintracht Braunschweig 1Walter Stoltz Gustav Peinemann Hans-Jürgen Dressel | 15:26:31,8 h00      | Eintracht Braunschweig 2Hans-Dieter Götz Rudi Lüttge Scholz                           | 16:22:21,8 h00       | Hamburger SVClaus Biethan Friedrich Prehn Kaiser                       | 16:37:14,0 h00        |
| Hochsprung                                  | Theo Püll (LG 1947 Viersen)                                                | 1,92 m000           | Jürgen Haßmann (MTV Ingolstadt)                                                       | 1,92 m               | Fritz Weber (Stuttgarter Kickers)                                      | 1,90 m                |
| Stabhochsprung                              | Julius Schneider (SC Pforzheim)                                            | 4,10 m000           | Willi Reißmann (TV Fürth 1860) / Horst Drumm (TuS Rot-Weiß Koblenz)                   | 4,00 m               |                                                                        |                       |
| Weitsprung                                  | Manfred Molzberger (Olympia Oberberg)                                      | 7,59 m000           | Dietrich Richter (VfL Sindelfingen)                                                   | 7,40 m               | Ronald Krüger (Club zur Vahr Bremen)                                   | 7,35 m                |
| Dreisprung                                  | Hermann Höhnke (Barmer TV 1846 Wuppertal)                                  | 14,68 m000          | Hans-Jürgen Jenss (VfL Wolfsburg)                                                     | 14,54 m              | Erich Bremicker (SV Phönix Ludwigshafen)                               | 14,50 m               |
| Kugelstoßen                                 | Karl-Heinz Wegmann (Dortmunder SC 1895)                                    | 17,05 m DR          | Dietrich Urbach (VfL Bochum)                                                          | 16,48 m              | Hermann Lingnau (TK Hannover)                                          | 15,97 m               |
| Diskuswurf                                  | Karl Oweger (TSV 1860 München)                                             | 48,65 m000          | Dietrich Urbach (VfL Bochum)                                                          | 48,21 m              | Günther Noack (Grün-Weiß Frankfurt)                                    | 47,92 m               |
| Hammerwurf                                  | Hugo Ziermann (PSV Grünweiß Frankfurt)                                     | 59,42 m000          | Karl Hein (Hamburger SV)                                                              | 52,84 m              | Karl Hagenburger (TuS Rot-Weiß Koblenz)                                | 51,56 m               |
| Speerwurf                                   | Gerhard Keller (TSV Süßen)                                                 | 73,36 m000          | Heinrich Will (Rendsburger TSV)                                                       | 72,59 m              | Emil Sick (Stuttgarter Kickers)                                        | 71,26 m               |
| Fünfkampf, 1952er W. 2. Zeile: 1985er Wert. | Horst Bodenstein (Post-SV Hannover)                                        | 3004 P (3426 P)     | Erich Bremicker (SV Phönix Ludwigshafen)                                              | 2888 P (3347 P)      | Karl-August Schrader (ASV Köln)                                        | 2791 P (3246 P)       |
| Zehnkampf, 1952er W. 2. Zeile: 1985er Wert. | Martin Lauer (ASV Köln)                                                    | 6892 P (6980 P)     | Heinz Oberbeck (OSC Berlin)                                                           | 6412 P (6658 P)      | Erwin Meister (TSV 1860 München)                                       | 6065 P (6490 P)       |
| Waldlauf – 7200 m                           | Xaver Höger (TV Grönenbach)                                                | 22:44,2 min         | Stefan Lüpfert (VfB Stuttgart)                                                        | 23:06,6 min          | Hans Hüneke (OSV Hörde)                                                | 23:07,2 min           |
| Waldlauf, Mannschaftswertung                | OSV HördeHans Hüneke Baum Korte                                            | 13 P (Plätze 3/7/9) | SCC BerlinGünter Dohrow Lerch Hermann Brecht                                          | 20 P (Plätze 6/8/14) | SC DahlhausenGustav Disse Heinz Betting Reinhold Hundt                 | 23 P (Plätze 4/13/16) |

## Medaillengewinnerinnen Frauen
| Disziplin            | Gold                                                                       | Leistung   | Silber                                                                             | Leistung   | Bronze                                                                      | Leistung   |
| -------------------- | -------------------------------------------------------------------------- | ---------- | ---------------------------------------------------------------------------------- | ---------- | --------------------------------------------------------------------------- | ---------- |
| 100 m                | Inge Fuhrmann (SCC Berlin)                                                 | 11,9 s00   | Irene Brütting (Weiß-Blau Frankfurt)                                               | 12,0 s00   | Charlotte Böhmer (OSV Hörde)                                                | 12,1 s00   |
| 200 m                | Inge Fuhrmann (SCC Berlin)                                                 | 24,5 s00   | Charlotte Böhmer (OSV Hörde)                                                       | 24,8 s00   | Käthe Weigel (Eintracht Frankfurt)                                          | 24,9 s00   |
| 800 m                | Ariane Döser (SSV Reutlingen 05)                                           | 2:17,2 min | Nanny Schlüter (VfL Pinneberg)                                                     | 2:18,1 min | Edith Schiller (ASV Köln)                                                   | 2:19,0 min |
| 80 m Hürden          | Zenta Gastl (TSV 1860 München)                                             | 10,9 s00   | Erika Fisch (MTV Osterode)                                                         | 11,0 s00   | Maria Sander geb. Domagala (SuS 09 Dinslaken)                               | 11,1 s00   |
| 4 × 100 m Staffel    | OSV HördeMargret Hlubek Charlotte Böhmer Renate Nitschke Luise Taczanowiak | 48,0 s00   | Eintracht FrankfurtIrmgard Egert Käthe Weigel Karola Ebenritter Renate Schwarzkopf | 48,2 s00   | 1. FC NürnbergMarika Otting Anneliese Seonbuchner Maria Sturm Barbara Ebert | 48,9 s00   |
| Hochsprung           | Inge Kilian (Eintracht Braunschweig)                                       | 1,55 m     | Wilhelmine Schubert (1. FC Nürnberg) Heidi Maasberg (TSV Münchberg 1862)           | 1,55 m     |                                                                             |            |
| Weitsprung           | Erika Fisch (MTV Osterode)                                                 | 6,19 m     | Marga Weidner (TSV Bayer 04 Leverkusen)                                            | 6,15 m     | Helga Hoffmann (ATSV Saarbrücken)                                           | 6,02 m     |
| Kugelstoßen          | Marianne Werner geb. Schulze-Entrup (SC Greven 09)                         | 15,12 m    | Hannelore Klute (USC Heidelberg)                                                   | 14,44 m    | Mathilde Hartl (TV Mallersdorf)                                             | 13,72 m    |
| Diskuswurf           | Anne-Chatrine Lafrenz (Gut-Heil Lübeck 1876)                               | 47,20 m    | Kriemhild Hausmann (Preussen Krefeld)                                              | 45,96 m    | Gudrun Kapolke (Hamburger SV)                                               | 45,66 m    |
| Speerwurf            | Almut Brömmel (TSV 1860 München)                                           | 49,63 m    | Edelgard Anhoff (SCC Berlin)                                                       | 43,61 m    | Renate Dannenfeld (Teutonia Uelzen)                                         | 43,14 m    |
| Fünfkampf, 1955er W. | Maria Sturm (1. FC Nürnberg)                                               | 4361 P     | Anneliese Seonbuchner (1. FC Nürnberg)                                             | 4237 P     | Edeltraut Eiberle (TG Trossingen)                                           | 4206 P     |

## Videolink
- Filmausschnitte u. a. von den Deutschen Leichtathletikmeisterschaften auf filmothek.bundesarchiv.de, Bereich: 8:42 min bis 11:09 min, abgerufen am 2. April 2021